# Necanicum (település)
Necanicum (korábban Ahlers majd Push) az Amerikai Egyesült Államok északnyugati részén, Oregon állam Clatsop megyéjében elhelyezkedő kísértetváros.
A posta első vezetője Herman Ahlers volt, aki a települést 1899-ben Pushra keresztelte át annak reményében, hogy egy vállalkozó szellemű közösség alakul ki. Az 1907-ben felvett mai neve a Ne-hay-ne-hum indián kunyhó elnevezéséből ered. A posta 1916-ban szűnt meg. Az Oregon Pioneer Association a Nekonikon nevet választotta, amelynek jelentése Ahlers szerint „rés a hegyben”. A Necanicum formát a földrajzinév-bizottság 1915-ben rögzítette.
1915-ben népessége ötven fő volt..

## Fordítás
- Ez a szócikk részben vagy egészben  a   Necanicum, Oregon című angol Wikipédia-szócikk ezen változatának fordításán alapul.  Az eredeti cikk szerkesztőit annak laptörténete sorolja fel. Ez a jelzés csupán a megfogalmazás eredetét és a szerzői jogokat jelzi, nem szolgál a cikkben szereplő információk forrásmegjelöléseként.